# Guenzet
Guenzet (en kabyle: Genzat, en tifinagh: ⴳⵏⵣⴰⵜ, en arabe قنزات), est le chef-lieu de commune et de daïra qui regroupe aussi la commune de Harbil, au nord-ouest de la Wilaya de Sétif en Algérie.

## Géographie
Elle est située au nord ouest de Sétif dans la chaîne des Babors et entourée des communes de Harbil, Ain legradj (Setif) et El-Maïn, Tassamart, Zemmoura (Bordj Bou Arreridj) (BBA).
Sur les 39 villages qui composent la daira de Guenzet, certains sont traversés par la route nationale, en particulier: Tizi Medjbar, Timenkache, Taourirt Yacoub, Guenzet; d'autres sont desservis par des chemins communaux dont: Ighil lekhmiss, Taourirt thamelalt, Chréa, Foumlal, Aourir Ouelmi, Ighil Hammouche, Ighoudane, Bouadheltsen, Thamast, Aghda n'Salah, Ith Karri, Imesbahen, Thigherth, Sidi l'Djoudi, Issoumar.
| El Main (BBA)    | Aïn Legradj                      | Aïn Legradj                      |
| Tefreg (BBA)     | Guenzet                          | Harbil                           |
| Tassameurt (BBA) | Tassameurt • Bordj Zemoura (BBA) | Tassameurt • Bordj Zemoura (BBA) |

## Toponymie
Le nom de Guenzet est la forme arabisée de ⵜⴰⴳⵏⵣⴰ (tagenza) , dont l'une des variantes berbères est ⵜⴰⵡⵏⵣⴰ (tawenza), front ; dans la toponymie : flanc de montagne, barrière montagneuse.

## Population
Sa population est estimée à environ 3 541 habitants sur une superficie de 61,37 km2. La commune est majoritairement berbérophone.

## Histoire
La région fait partie de la confédération de tribus des Ith Yâala (en kabyle: Aṭ Yeɛla) du nom du fondateur qui s'est installé dans la région avec les siens, fuyant sa Kalâa qui se trouvait dans le territoire de la commune de Maadid dans la wilaya de M'Sila du fait de l’insécurité qui y régnait au XIe siècle (vers 1061).

### Guerre d'Algérie
Elle a été une place forte du mouvement national algérien pour l'indépendance durant l'occupation française. Elle a été le théâtre de plusieurs batailles durant la Guerre d'Algérie. On citera certaines  batailles significatives comme celles de Sidi m’Hand Ouyahia en 1955, de Adrar n’Thilla (ou opération Dufour) en 1956 et celle du « Grand ratissage » en 1958. En 1959, le village de Ighdem composé d'un hameau 35 maisons fut complètement rasé par l'armée française et tous les habitants du village furent déplacés vers le chef-lieu de la daïra de Guenzet.
Des personnalités illustres de la région Guenzet-Aṭ Yala ont milité au sein du mouvement national algérien pour l'indépendance comme Arezki Kehal et Cheikh Youssef Yalaoui.

## Économie
Autrefois prospère grâce à l'agriculture et l'élevage, la région est aujourd'hui l'une des plus pauvres de Kabylie. Le relief accidenté et la rudesse du climat (étés torrides, hivers rigoureux) ont en effet freiné le développement depuis la fin des années 1960.
Les principales activités sont l’arboriculture de montagne (olivier, figuier, amande, chêne vert), le petit commerce de détail, Guenzet étant à la frontière entre la Kabylie et le reste du pays, beaucoup d’arabophones des communes limitrophes viennent s'y approvisionner, notamment en matériel mécanique léger, ainsi que le tourisme, principalement soutenu par la diaspora originaire de la région. Le niveau de vie s'est un peu amélioré ces dernières années.

## Culture
Guenzet se trouvait autrefois au cœur d'une "montagne savante" en étant un centre de diffusion des sciences dans le Maghreb central.
Guenzet est l'héritière de la tradition intellectuelle de la Kalâa dont provient la tribu des Beni Ya'la, installée dans la région depuis le XIe siècle comme l'atteste Ibn Khaldoun dans son Histoire des Berbères et des Dynasties musulmanes. Elle a par la suite profité durant l'époque d'Al-Andalus de l'émergence de Béjaïa comme centre intellectuel de première importance en Méditerranée. Cette région montagneuse a probablement servi de refuge aux savants bougiotes à la suite de la prise de Béjaïa en 1510 par les Espagnols puis lors de son occupation par les Ottomans.
Son territoire est maillé depuis plusieurs siècles par des zaouïas, centres d'études religieuses et de diffusion du savoir comme l'école “Oukari” édifiée en 1680 par Cheikh Mohand Okari. La région de Guenzet a vu naître de nombreux “oulamas”, ce qui a forgé l'adage : « au pays des Béni Ya’la poussent les oulémas comme pousse l’herbe au printemps ».
Les Aṭ-Yala furent un berceau de l’islamité au fil des siècles. De l'école de Constantine de Cheikh Abdelhamid Ben Badis sortirent d'éminentes personnalités du réformisme religieux  comme : Cheikh El-Fodhil El-Ourtilani de Ath-Ourthirane, Cheikh El-Hachemi Belmouloud de Guenzet, cheikh Haneche Said de Issoumar ou Cheikh Saïd Salhi, sans oublier cheikh Sidi El-Djoudi du village qui porte son nom.
Guenzet est l'agglomération la plus au sud de la Kabylie orientale, à la frontière avec les régions arabophones de Sétif.
Les habitants de Guenzet parlent un dialecte Kabyle propre à la région des Aït Yaâla.